# Czesław Słania
Czesław Słania (Czeladź, 22 ottobre 1921 – Cracovia, 17 marzo 2005) è stato un prolifico incisore polacco di francobolli.
Nacque in Polonia dove completò i suoi studi all'Istituto di Belle Arti di Cracovia. Nel 1951 incise il suo primo francobollo. Si trasferì in Svezia nel 1959 e nel 1960 fu assunto a tempo pieno dalle poste svedesi.
Nel corso della carriera ha inciso oltre 1070 francobolli per numerosi paesi (Australia, Belgio, Cina, Città del Vaticano, Danimarca, Estonia, Francia, Germania, Giamaica, Gibilterra, Groenlandia, Hong Kong, Irlanda, Islanda, Isole Åland, Isole Fær Øer, Isole Marshall, Lettonia, Lituania, Nuova Zelanda, ONU, Polonia, Principato di Monaco, Regno Unito, San Marino, Singapore, Spagna, Stati Uniti d’America, Svezia, Svizzera, Thailandia, Tunisia). Il suo tratto ha caratterizzato per decenni i francobolli dell'area scandinava.
Oltre ai francobolli ha collaborato all'incisione di banconote per Argentina, Belgio, Brasile, Canada, Rep. Dominicana, Israele, Kazakistan, Lituania, Portogallo e Venezuela.
Nell'area italiana ha inciso francobolli per San Marino e per la Città del Vaticano. Tra questi si ricordano i francobolli per l'ottantesimo compleanno del papa Giovanni Paolo II

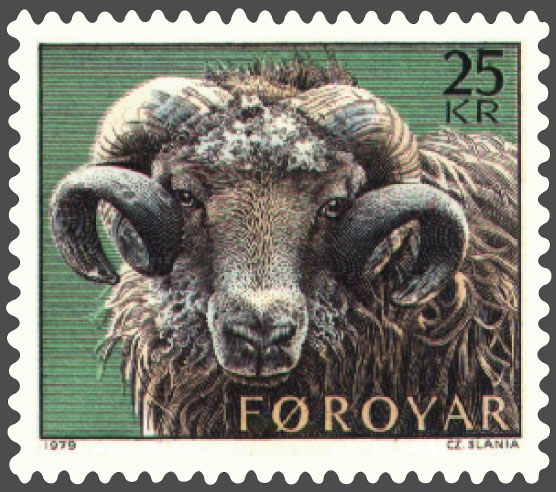
L'ariete inciso per le Isole Fær Øer nel 1979